# Улица Буженинова
Улица Бужени́нова — улица в Восточном административном округе города Москвы, расположена на территории района Преображенское. Пролегает от Преображенской улицы (рядом с Преображенской площадью) до 1-го Электрозаводского переулка. Идёт параллельно Суворовской улице и улице Девятая Рота, а также более крупным Электрозаводской улице и Преображенскому Валу.
Нумерация домов начинается от Преображенской улицы.

## Наименование
Улица появилась в XVIII веке. Была названа по фамилии М. Буженинова, строителя Преображенского дворца на левом берегу реки Яузы (по другим данным в честь его брата Степана — бомбардира Преображенского полка).
История упоминания названия:
- на «Прожектированном плане столичного города Москвы 1818 года» улица поименована «Буженинова»;
- на плане Москвы «Moscow map 1836 by Baldwin and Cradock» улица подписана как «Баженова» («Bagenova»);
- то же название на русском языке присутствует на плане из «Московского адрес-календаря для жителей Москвы», составленном К. Нистремом (1842);
- «Атлас столичного города Москвы Алексея Хотева на 16 листах» (1852) приводит название улицы «Боженинова»;
- в «Подробном атласе Российской Империи» (составитель Н. И. Зуев, 1858) снова приведено название улицы «Буженинова»;
- на «Плане столичного города Москвы вновь снятом в 1859 году и гравированным при Военно-Топографическом Депо в 1862 году» дано наименование «Бажениновская»;
- на «Плане Суворина 1862 года» улица названа «Божениновская»;
- «Московский календарь на 1872 г. Путеводитель по Москве и её окрестностям с адресными справочными сведениями» Ф. И. Анского приводит название «Баженинова»;
- «Иллюстрированный план столичного города Москвы издан М. Касаткиным в литографии при музеуме на Мясницкой в 1878 году» обозначает улицу как «Божанинова»;
- на «Нивелирном плане Москвы» 1888 и 1892 годов улица подписана «Боженинова»;
- на «Плане города Москвы 1890 года картографического заведения Ильина», изданном в двух вариантах (с горизонталями и без), в первом случае улица названа «Боженинова», во втором случае — «Божениновская»;
- план Москвы, приложенный к «Адресной и справочной книге гор. Москвы за 1894 год» дает название «Боженинова»;
- план Москвы за 1895 год издания Суворина приводит название «Божениновская»;
- план Москвы за 1895 год издания Ильина приводит название «Боженинова»;
- изданные в последующие годы планы Москвы содержат как вариант «Боженинова», так и «Божениновская»;
- на плане Москвы в справочнике «Вся Москва 1927 года» появился вариант названия «Бужениновская»;
- на всех планах Москвы, изданных после 1927 года, улица именуется «Буженинова», то есть произошло возвращение к исходному наименованию[5][6].

## Примечательные здания и сооружения

### По чётной стороне
- № 10, стр. 3 — на этом месте до 2019 года находился двухэтажный дом купеческого сына М. И. Хатунцева, построенный в XIX веке[7][8]. Дом не имел статуса памятника культурного наследия, однако входил в охранную зону № 193, в рамках которой запрещено любое изменение исторического облика застройки. Здание было снесено по особому указу мэра столицы, демонтаж был проведён за 5 часов[9]. На месте дома организовали парковку[10].
- № 30, стр. 2 — утраченный дом конца XIX века, первый этаж — кирпичный, второй — деревянный, с наличниками ручной работы и жестяной кровлей. Являлся одним из последних образцов деревянной застройки района Преображенское. Был незаконно снесён в июне 2014 году собственником, ОАО «Художественная гравюра», силами подрядчика ООО «ВИС-строй»[11][12][13].

### По нечётной стороне
- № 11 — жилой дом (1912—1917)[14].
- № 13 — жилой дом (1911—1912, архитектор А. Н. Марков; 1990-е), ныне — административное здание[14].
- № 15 — особняк (1897, архитектор О. Г. Пиотрович).

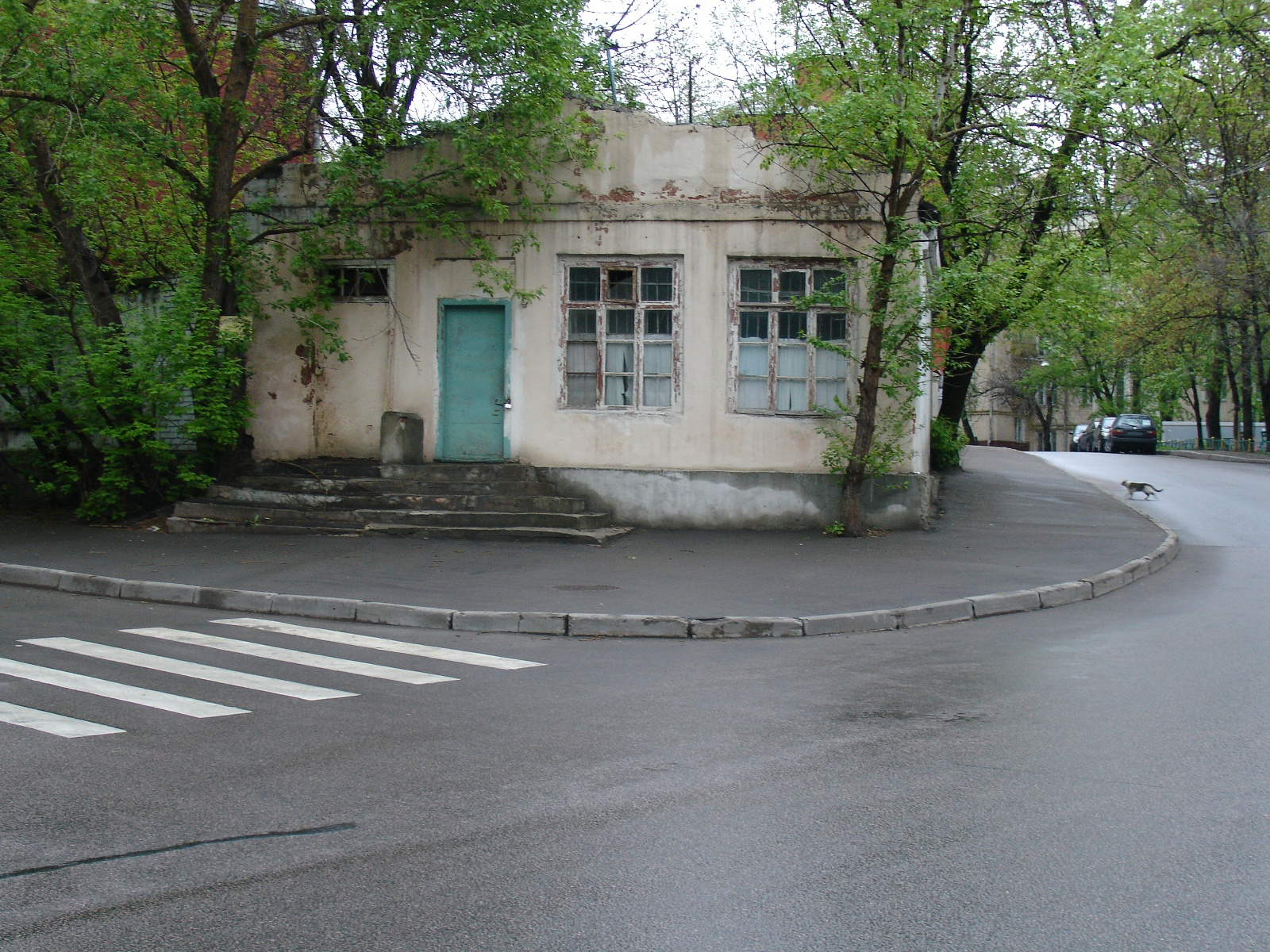
№ 4
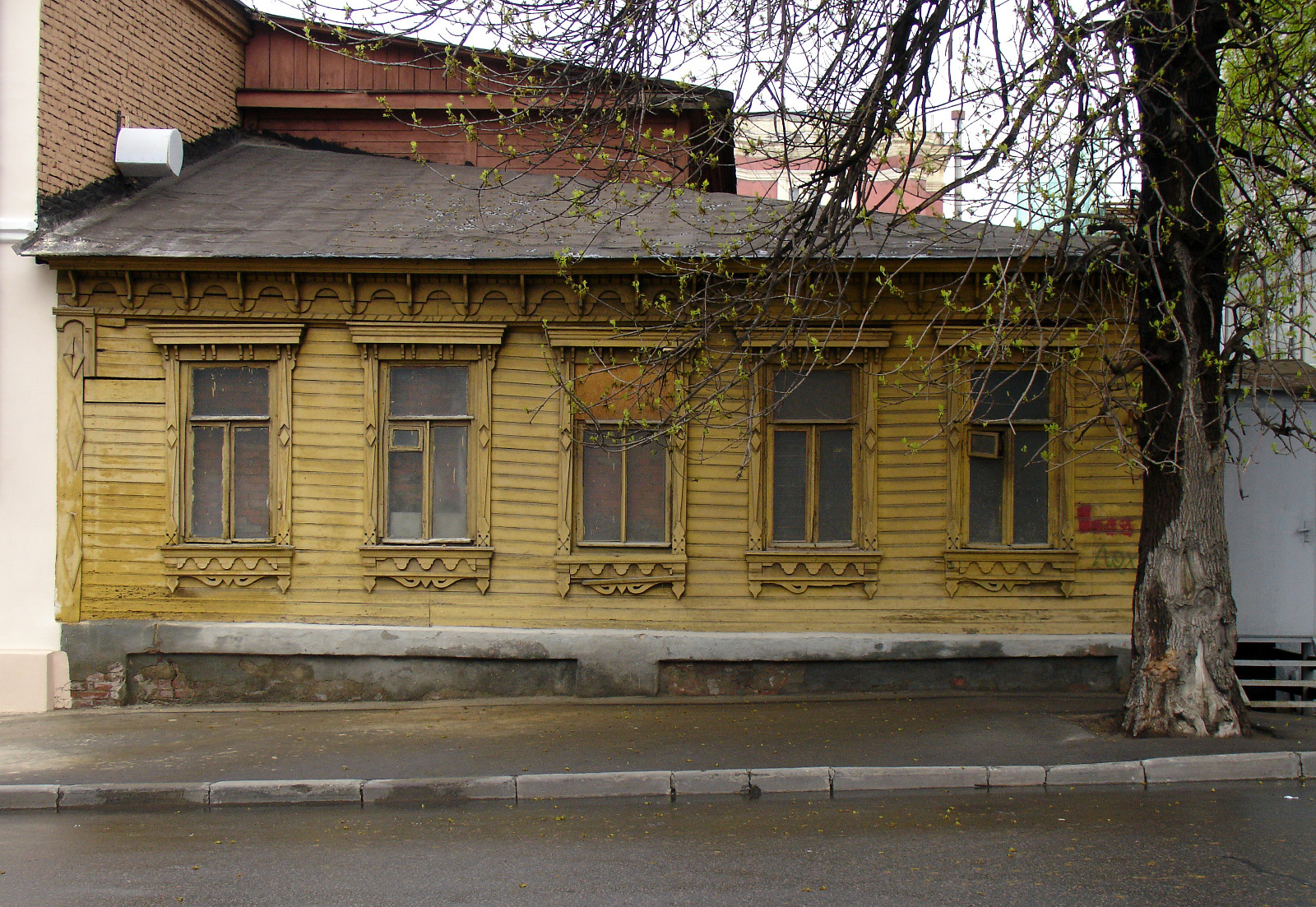
№ 15
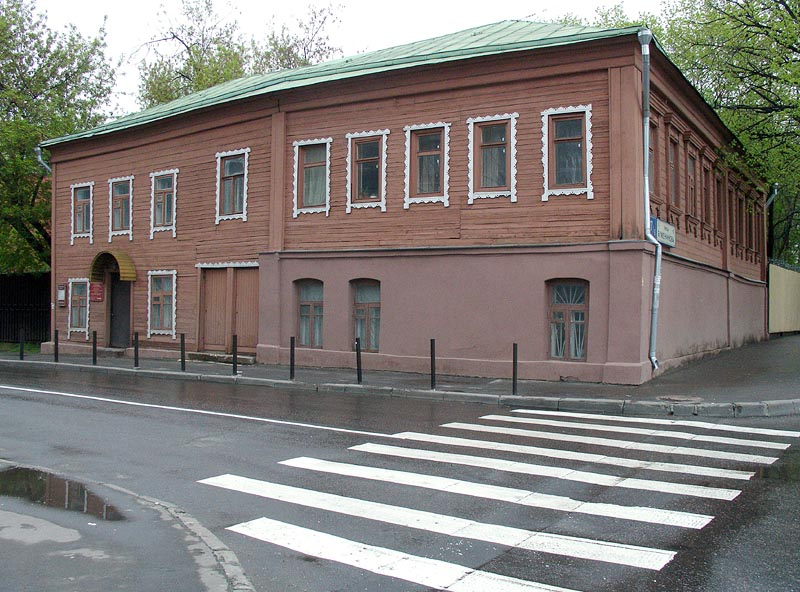
№ 27/5
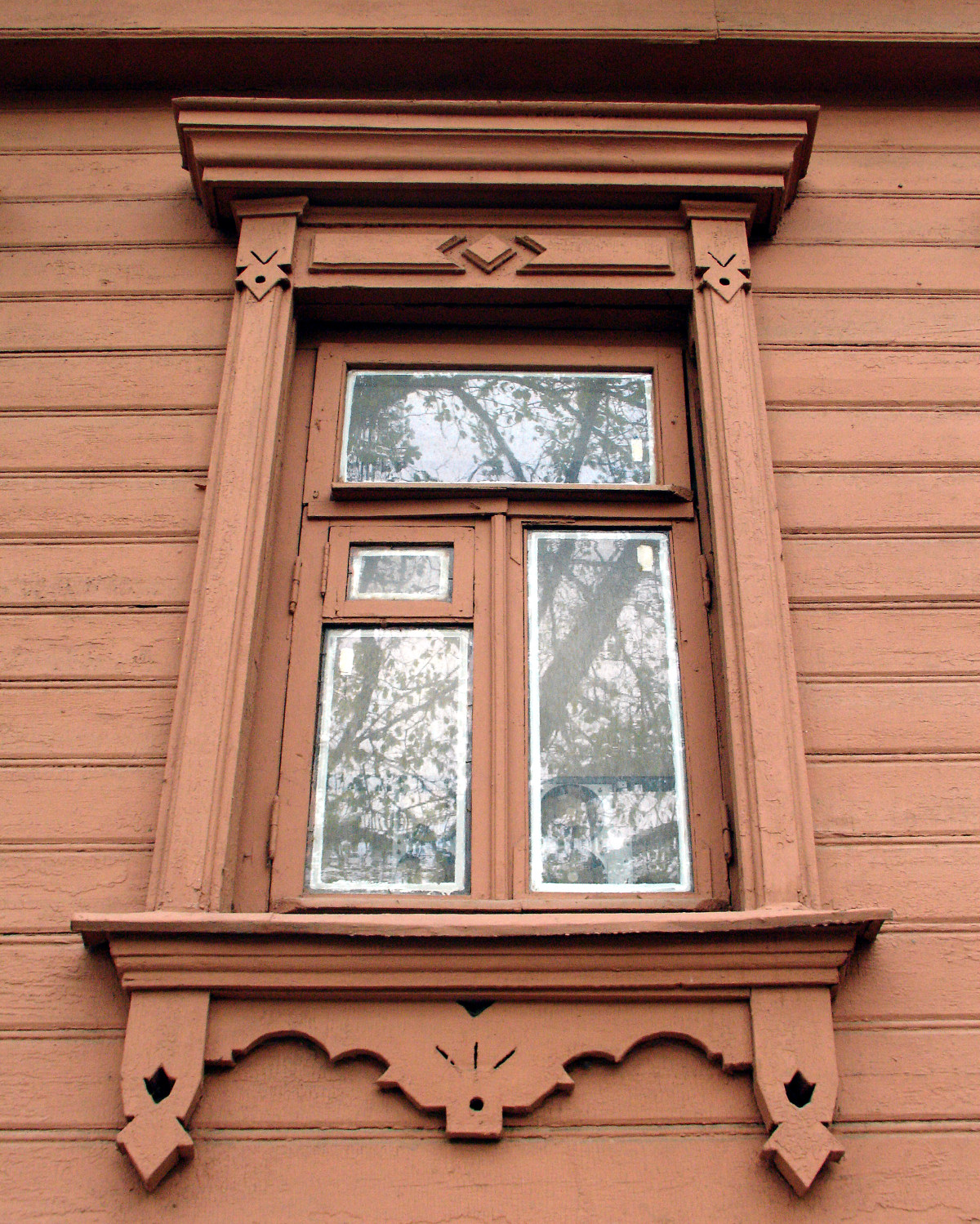
наличник дома № 27/5
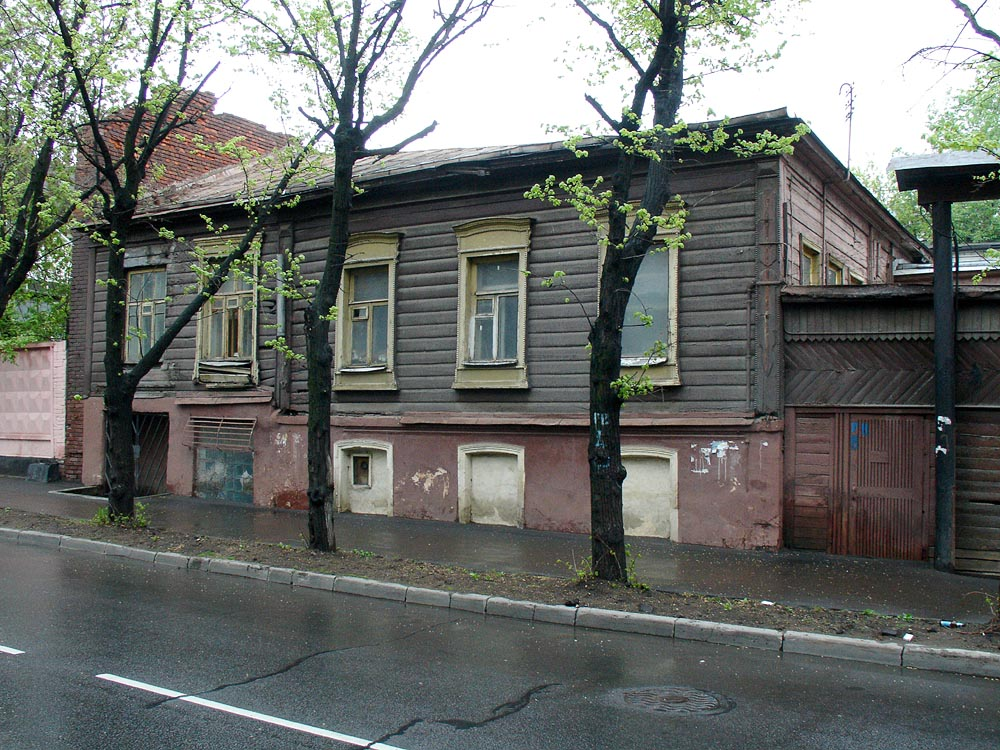
№ 30, стр. 2 (снесён в 2014 году)
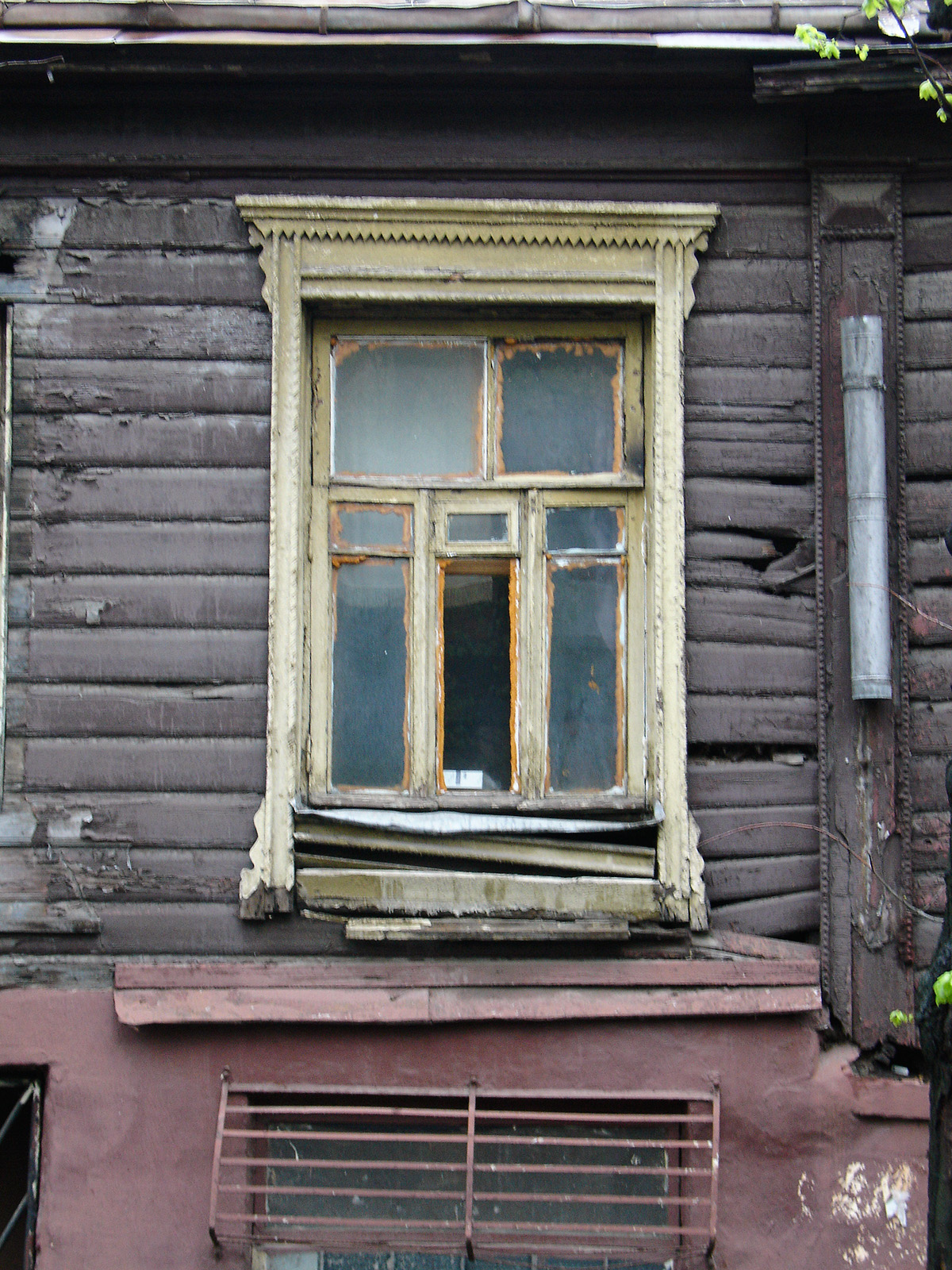
наличник снесённого дома № 30, стр. 2

## Транспорт

### Станции метрополитена
- «Преображенская площадь» — ближайший вход на станцию находится в 250 м от северного окончания улицы, где та соединяется с Преображенской улицей, в направлении пересечения Преображенской площади улицей Преображенский Вал.
- «Электрозаводская» Арбатско-Покровской линии — вход на станцию находится в 1 км от начала улицы, через 1-й Электрозаводский переулок, Электрозаводскую улицу (в сторону Электрозаводского моста), площадь Журавлёва и Нижний Журавлёв переулок.
- «Электрозаводская» Большой кольцевой линии — вход на станцию находится в 1,2 км от начала улицы, через 1-й Электрозаводский переулок, Электрозаводскую улицу (в сторону Электрозаводского моста), площадь Журавлёва и Нижний Журавлёв переулок.

### Наземный транспорт
Общественный транспорт по улице не ходит; улица находится в пешеходной доступности от остановок транспорта, движущегося по Электрозаводской улице и по Преображенскому Валу.
Остановки по Электрозаводской улице (автобусные маршруты № т14, 86, 171):
- «Преображенская площадь»;
- «Улица Титова»;
- «Второй Электрозаводский переулок»;
- «Первый Электрозаводский переулок»;
- «Электроламповый завод».

Остановки по улице Преображенский Вал (трамвайные маршруты № 2, 11, 36, 46):
- станция метро «Преображенская площадь»;
- «Преображенский рынок»;
- «улица Преображенский Вал (обратно — Преображенское кладбище)»;
- «улица Измайловский Вал»;
- станция метро «Семёновская».

### Железнодорожный транспорт
- Платформа Электрозаводская, Казанское направление Московской железной дороги.